# Jeanie dai lunghi capelli
Jeanie dai lunghi capelli (金髪のジェニー?, Kinpatsu no Jeanie) è una serie televisiva anime in 13 episodi realizzata nel 1979 dallo studio di animazione giapponese Dax International.
La serie è ambientata durante la guerra di secessione americana ed è tratta da un romanzo di Shiro Ishinomori basato sulla vita e la musica di Stephen Foster (mai però presente nella serie); sullo stesso argomento nel 1992 la Nippon Animation ha prodotto Fiocchi di cotone per Jeanie.

## Trama
Siamo negli Stati Uniti ai tempi della guerra civile americana tra nordisti e sudisti. Jeanie è la figlia di un ricco proprietario di piantagioni di cotone, uomo violento che oltretutto vende armi alle truppe sudiste. Nonostante ciò lei si innamora di Robert, un ufficiale nordista che prima di partire per il fronte apre gli occhi alla ragazza sulla terribile vita che gli schiavi conducono.
Jeanie rimane a casa ad aiutare la madre, che nel frattempo ha lasciato il marito, nella gestione dell'orfanotrofio della cittadina. Dopo la morte della madre, compare in città un misterioso cowboy che è in realtà il fratellastro di Jeanie, nato dal matrimonio della madre col suo primo marito, e che in seguito aiuterà la ragazza in molte occasioni.

## Doppiaggio
| Personaggi      | Voce giapponese | Voce italiana      |
| --------------- | --------------- | ------------------ |
| Jeanie          | Kazue Komiya    | Micaela Esdra      |
| Robert          | Hiroya Ishimaru | Tonino Accolla     |
| Capitano Smith  |                 | Roberto Chevalier  |
| Capitano Kelly  |                 | Piero Tiberi       |
| Sergente O'Hara |                 | Sandro Acerbo      |
| Lucy            |                 | Silvia Tognoloni   |
| Billy           |                 | Fabrizio Manfredi  |
| Gloria          |                 | Germana Dominici   |
| Karen           |                 | Isabella Pasanisi  |
| Paul            |                 | Sandro Acerbo      |
| Suor Elizabeth  |                 | Deddy Savagnone    |
| Betty           |                 | Francesca Guadagno |

## Edizione italiana
La serie fu doppiata in italiano dalla C.D. e trasmessa per la prima volta su Rete 4 nel 1982.

## Episodi
I 13 episodi dell'anime sono stati trasmessi per la prima volta in Giappone dal 19 luglio 1979.
| Nº | Titolo italiano Giapponese 「Kanji」 - Rōmaji                          | In onda           | In onda |
| Nº | Titolo italiano Giapponese 「Kanji」 - Rōmaji                          | Giapponese        |         |
| 1  | Il primo amore 「初恋の人」 - Hatsukoi no hito                         | 19 luglio 1979    |         |
| 2  | Cuori commossi 「ふれあう心」 - Fureau kokoro                          | 26 luglio 1979    |         |
| 3  | Il passato non muore 「バラのペンダント」 - Bara no pendanto           | 2 agosto 1979     |         |
| 4  | Momenti di lotta 「めぐり会いの時、再び」 - Meguriai no toki, futatabi | 9 agosto 1979     |         |
| 5  | Il segreto di Gloria 「母の秘密」 - Haha no himitsu                    | 16 agosto 1979    |         |
| 6  | La fuga di Jeanie 「哀しみのすれ違い」 - Kanashimi no surechigai       | 23 agosto 1979    |         |
| 7  | Si parte 「新しき旅立ち」 - Atarashiki tabidachi                       | 30 agosto 1979    |         |
| 8  | Il bacio 「くちづけ」 - Kuchizuke                                      | 6 settembre 1979  |         |
| 9  | La guerra separa 「愛と別れ」 - Ai to wakare                           | 13 settembre 1979 |         |
| 10 | Un triste compleanno 「涙の誕生日」 - Namida no tanjōbi                | 20 settembre 1979 |         |
| 11 | Il travestimento 「ドレスを着た男の子?」 - Doresu wo kita otoko no ko? | 27 settembre 1979 |         |
| 12 | Morte in pace 「大いなる死」 - Ōi naru shi                             | 11 ottobre 1979   |         |
| 13 | Protesi verso il domani 「明日への讃歌」 - Ashita he no sanka          | 18 ottobre 1979   |         |

## Titoli internazionali
- 金髪のジェニー
- Jeanie with the Light Brown Hair
- Jeanie dai lunghi capelli
- ابنتي العزيزة راوية

## Sigla
La sigla italiana Jeanie dai capelli lunghi è stata realizzata dai Rocking Horse e pubblicata nel 2017 su dischi ARC.